# みよし台
みよし台（みよしだい）は、埼玉県入間郡三芳町の町名。郵便番号は354-0042。

## 地理
埼玉県三芳町東部の武蔵野台地上に位置する。東で富士見市と接する。三芳町内では初めての住居表示地区であり、現在も唯一である。隣接する富士見市西みずほ台にあるみずほ台駅からは直線で600 mほどの近さのため、マンションや住宅地などが多い。

## 歴史
- 1980年（昭和55年）11月15日 - 住居表示の実施に伴ない、大字藤久保と大字竹間沢の各一部からみよし台が成立[4]。三芳町の「みよし」とみずほ台の「台」から名付けられた。

## 世帯数と人口
2019年（令和元年）12月31日現在現在の世帯数と人口は以下の通りである。
| 町丁     | 世帯数  | 人口    |
| -------- | ------- | ------- |
| みよし台 | 953世帯 | 1,911人 |

## 小・中学校の学区
市立小・中学校に通う場合、学区は以下の通りとなる。
| 番地 | 小学校               | 中学校               |
| ---- | -------------------- | -------------------- |
| 全域 | 三芳町立竹間沢小学校 | 三芳町立三芳東中学校 |

## 交通
地内に鉄道は敷設されていない。最寄り駅は東武東上線みずほ台駅である。

### 道路
地内に国道および主要地方道・一般県道は通っていない。
- すずかけ通り

## 施設
- 三芳みよし台郵便局
- 新開公園
- からさわ公園
- みよし台子供広場